# Calamotropha subterminellus
Calamotropha subterminellus là một loài bướm đêm trong họ Crambidae.